# Grégor Aguayo
Grégor Alcides Aguayo (Guarambaré, Paraguay, 6 de febrero de 1986) es un futbolista paraguayo. Juega de lateral izquierdo y actualmente juega en Fernando de la Mora.

## Trayectoria
Aguayo, defendió la casaca de Tacuary, desde el año 2003 hasta 2013. Estuve presente en casi todos los partidos de Tacuary. Jugó la Copa Sudamericana en las ediciones 2007 y 2012. También disputó la Copa Libertadores 2007.
Luego del descenso del club en la Temporada 2012 del fútbol paraguayo tras 10 años en primera división, siguió su carrera en Tacuary, jugó el campeonato de la División Intermedia 2013, logrando quedar en el cuarto lugar y casi lograr el retorno.
La brillante actuación durante la temporada 2013 le valió ser transferido al José Gálvez de Perú, firmando por 2 años, para disputar Segunda División Peruana 2014 en busca al ascenso. El club no terminó bien la temporada, desde 2013 le perseguían problemas económicos y ello conllevo más tarde a la imposibilidad de cumplir con el pago de salarios de varios jugadores en su plantel, quedando libres éstos, luego de tres meses transcurridos. Aguayo, fue uno de los marginados del club, quedó libre el 1 de agosto y dejado a su suerte con su familia, pasando hambre, problemas de salud y sin casa.
Después de conocerse esta situación, un excompañero suyo en Tacuary, Mario Villasanti, arquero de Inti Gas, movió a los Agremiados del Perú para ayudar a Gregor Aguayo, percibiendo en finales de noviembre del 2014 sus salarios adeudados.
Finalmente, el 14 de agosto de 2014, Aguayo pudo volver a su país gracias a la Secretaría de Repatriados del Paraguay y mediante el Consulado Paraguayo en Perú, quienes le proporicionaron los pasajes aéreos para su vuelta a Paraguay, donde llegó al día siguiente. El jugador fue recibido por sus familiares y ayudado por ellos para afrontar sus problemas de salud, así también en lo deportivo, recibió ayuda del club Tacuary, por ser amigo de su presidente Francisco Ocampo. El jugador hizo su reacondicionamiento físico y entrenó allí el resto de la temporada sin poder jugar, pues ya estaba cerrado el libro de pases, por lo que solo compartía los entrenamientos con el plantel y disputaba los amistosos. En marzo de 2015, hubo un cambio de directiva y esta nueva comisión, decidió prescindir de los servicio del jugador.
El Club Fernando de la Mora ofreció al jugador continuar su carrera, pero sin la posibilidad de jugar ya que había sido inscripto en Tacuary el primer semestre, limitándose a entrenar con el plantel y jugar solo en algunos amistosos, para mantenerse en forma. Gregor Aguayo fue oficialmente presentado en Fernando de la Mora en julio del 2015, club en el que compite en el campeonato de la División Intermedia 2015.

## Clubes
| Club                | País     | Año               |
| ------------------- | -------- | ----------------- |
| Tacuary             | Paraguay | 2003 - 2013       |
| José Gálvez         | Perú     | 2014              |
| Tacuary             | Paraguay | 2014 - 2015       |
| Fernando de la Mora | Paraguay | 2015 - Actualidad |

### Participaciones en Copas Nacionales
| Copa               | País     | Resultado     | Partidos | Goles |
| ------------------ | -------- | ------------- | -------- | ----- |
| Copa Paraguay 2018 | Paraguay | Por confirmar | 0        | 0     |